# Nieuwdorp (Stein)
Nieuwdorp is een voormalige buurtschap, tegenwoordig een wijk aan de zuidoostkant van de stad Stein in Limburg. Nieuwdorp wordt door de rijksweg 76 gescheiden met de rest van Stein. In Nieuwdorp vestigen zich onder andere Scholengemeenschap Groenewald, de middelbare school van Stein; het sportpark van Stein, waar voetbalclub R.K.S.V. De Ster zich vestigt en een grote sporthal, gelegen naast Groenewald.

## Kerk
De parochie werd in 1948 opgericht. Stefan Dings ontwierp de noodkerk. Na de ingebruikname van de echte kerk, de Onze-Lieve-Vrouw Hulp der Christenenkerk, in 1954 fungeerde de noodkerk tot 1966 als parochiehuis, en omstreeks die tijd te gaan dienen als behuizing voor de stichting voor de geestelijke verzorging van de wijk centrum Stein. Tegenwoordig is in de noodkerk een autobedrijf gevestigd.